# Westland Marathon 1983
De Westland Marathon 1983 werd gehouden op zaterdag 2 april 1983. Het was de veertiende editie van deze marathon. Start en finish lagen in Maassluis.
De Nederlander Cor Vriend won deze wedstrijd voor de derde achtereenvolgende keer. Deze keer had hij 2:13.29 nodig voor het parcours en bleef hiermee zijn landgenoot Jacques Valentin ruim voor. De Belg Karel Lismont werd derde in 2:15.31. De wedstrijd bij de vrouwen werd gewonnen door de Nederlandse Tine Bronswijk in 3:10.38. Voor haar was het al de vierde maal dat zij als eerste de finish passeerde.
In totaal finishten er 284 deelnemers, waarvan 282 mannen en twee vrouwen.

## Uitslagen

### Mannen
| rang   | naam             | land | tijd    |
| ------ | ---------------- | ---- | ------- |
| Goud   | Cor Vriend       | NED  | 2:13.29 |
| Zilver | Jacques Valentin | NED  | 2:13.51 |
| Brons  | Karel Lismont    | BEL  | 2:15.31 |
| 4      | Julien Grimon    | BEL  | 2:15.38 |
| 5      | Lucien Rottiers  | BEL  | 2:17.22 |
| 6      | Colin Youngson   | SCO  | 2:17.33 |
| 7      | Ryszard Kopijasz | POL  | 2:18.56 |
| 8      | Gerard Mentink   | NED  | 2:18.58 |
| 9      | Renato Graça     | POR  | 2:19.16 |
| 10     | Zoltan Kiss      | HUN  | 2:19.51 |

### Vrouwen
| rang   | naam             | land | tijd    |
| ------ | ---------------- | ---- | ------- |
| Goud   | Tine Bronswijk   | NED  | 3:10.38 |
| Zilver | E. Smit-Paalvast | NED  | 3:26.34 |

1969 ·
1970 ·
1971 ·
1972 ·
1973 ·
1974 ·
1975 ·
1976 ·
1977 ·
1978 ·
1979 ·
1980 ·
1981 ·
1982 ·
1983 ·
1984 ·
1985 ·
1986 ·
1987 ·
1988 ·
1989 ·
1990 ·
1991 ·
1992 ·
1993 ·
1994 ·
1995 ·
1996 ·
1997 ·
2014